# Wierchniaja (obwód kirowski)
Wierchniaja (ros. Верхняя) – wieś (dieriewnia) w Rosji, w obwodzie kirowskim, w rejonie małmyskim. W 2010 liczyła 158 mieszkańców.